# Franco von Lüttich
Franco von Lüttich (* zwischen 1015 und 1020; † um 1083) war einer der bedeutendsten Mathematiker des europäischen 11. Jahrhunderts.

## Leben und Werk

Kreisquadratur des Franco von Lüttich

Franco studierte unter Adelmann (1000–1061) in Lüttich, wo er 1066 Leiter der Kathedralschule wurde. Er schrieb komputistische Traktate, die sog. „Geometrie II des Pseudo-Boethius“, die um 1035/47 entstand und die ersten vier Bücher der Elemente des Euklid enthielt, wurde ihm zugeschrieben. Das bekannteste Werk Francos ist indes seine Abhandlung über die Quadratur des Kreises, ein Werk von sechs Büchern, das vor 1050 niedergeschrieben wurde.